# Мубарякова, Гюлли Арслановна
Гюлли Арслановна Мубаря́кова (баш. Мөбәрәкова Гөлли Арыҫлан ҡыҙы; 19 сентября 1936 — 20 февраля 2019) — башкирская и советская актриса, театральный режиссёр, педагог. Народная артистка СССР (1990).

## Биография
Родилась 19 сентября (по другим источникам — 9 сентября) 1936 года в Уфе. Из актёрской семьи.
В 1959 году окончила башкирскую студию при ГИТИСе им. А. В. Луначарского в Москве (ныне Российский институт театрального искусства — ГИТИС) (мастерская О. И. Пыжовой и Б. В. Бибикова)
С 1959 — актриса Башкирского академического театра драмы им. М. Гафури, в 1996—1997 годах — его главный режиссёр. Член Художественного совета театра.
В 1968—2008 годах — преподаватель Уфимской государственной академии искусств им. Загира Исмагилова, профессор кафедры режиссуры и мастерства актёра (1993).
С 1961 года — член Всероссийского театрального общества (Башкирское отделение) (ныне Союз театральных деятелей Республики Башкортостан).
Мубарякова Гюлли Арслановна умерла 20 февраля 2019 года в Уфе. Похоронена на Магометанском кладбище.

### Семья
- Мать — Рагида Саитгалеевна Янбулатова (1915—1997), актриса, поэт, драматург, народная артистка Башкирской АССР (1954), заслуженная артистка РСФСР (1955).
- Отец — Арслан Котлыахметович Мубаряков (1908—1977), актёр, театральный режиссёр, драматург. Народный артист СССР (1955).
- Брат - Салават Арсланович Мубаряков (1942-2018)

## Звания и награды
- Почётное звание «Заслуженная артистка Башкирской АССР» (1969 год)[5]
- Почётное звание «Заслуженная артистка РСФСР» (5 мая 1975 года)— за заслуги в развитии советского театрального киноискусства[6]
- Почётное звание «Народная артистка РСФСР» (17 июля 1981 года) — за заслуги в развитии советского театрального киноискусства[7]
- Почётное звание «Народная артистка СССР» (9 июля 1990 года) — за большие заслуги в развитии советского театрального киноискусства[8]
- Государственная премии Башкирской АССР им. Салавата Юлаева (1976 год) — за спектакль «Матери ждут сыновей» в Башкирском театре драмы им. М.Гафури
- Орден Салавата Юлаева (1 марта 2007 года) — за высокие творческие достижения в области театрального искусства[9]
- Орден Почёта (21 августа 2012 года) — за большие заслуги в развитии отечественной культуры и искусства, многолетнюю плодотворную деятельность[10]
- Орден Дружбы народов (Башкортостан) (2016)
- Премия Союза театральных деятелей Башкирской АССР (1981)
- Почётная грамота Республики Башкортостан (1996)
- Знак «За достижения в культуре» Министерство культуры Российской Федерации (2000)
- Премия К. С. Станиславского (2016)[11]
- Почётный гражданин Уфы (1994).

## Творчество

### Роли
1. 1960 — «Годы странствий» А. Н. Арбузова — Ольга
2. «Магомет» Вольтера — Пальмира
3. «Последние» М. Горького — Любовь
4. «Мать-Земля» Л. В. Валеева по повести «Материнское поле» Ч. Т. Айтматова — Алиман
5. «Нэркэс» И. Х. Юмагулова — Зумрат и Нэркэс
6. «Недоставленные письма» А. Кутуя — Галия
7. «Матеря ждут сыновей» А. М. Мирзагитова — Хафиса
8. «В ночь лунного затмения» М. Карима — Танкабике и Шафак
9. «Салават. Семь сновидений сквозь явь» М. Карима — Гульназира и Екатерина II
10. «Не бросай огонь, Прометей!» М. Карима — Агазия
11. «Пеший Махмут» М. Карима — Мадина
12. «Помилование» М. Карима — Федора
13. «Долгое-долгое детство» М. Карима — Старшая мать
14. «Башмачки» Х. К. Ибрагимова — Сарвар
15. «Медея» Еврипида — Медея
16. «Филумена Мартурано» Э. де Филиппо — Филумена Мартурано
17. «Гибель эскадры» А. Е. Корнейчука — Оксана (Русский академический театр драмы Башкортостана)
18. «Белый пароход» по Ч. Т. Айтматову — Бабка
19. «Похититель любви» Ф. М. Булякова — Фаягуль
20. «Камень одиночества» А. С. Гаязова — Гилминур
21. «Кахым—Туря» Б. Бикбая и Х. Иргалина — Мать
22. «Деревья умирают стоя» А. Касоны — Бабушка

### Режиссёр
- 1987 — «День рождения любимого» И. Г. Юзеева
- 1991 — «Хадия» Г. Г. Шафикова
- 2001 — «Любовь и ненависть» З. А. Биишевой

## Фильмография
- 1978 — В ночь лунного затмения — Танкабике
- 2001 — Радуга над деревней — главная роль
- 2017 — Дикарь — мать